# Zellteilung

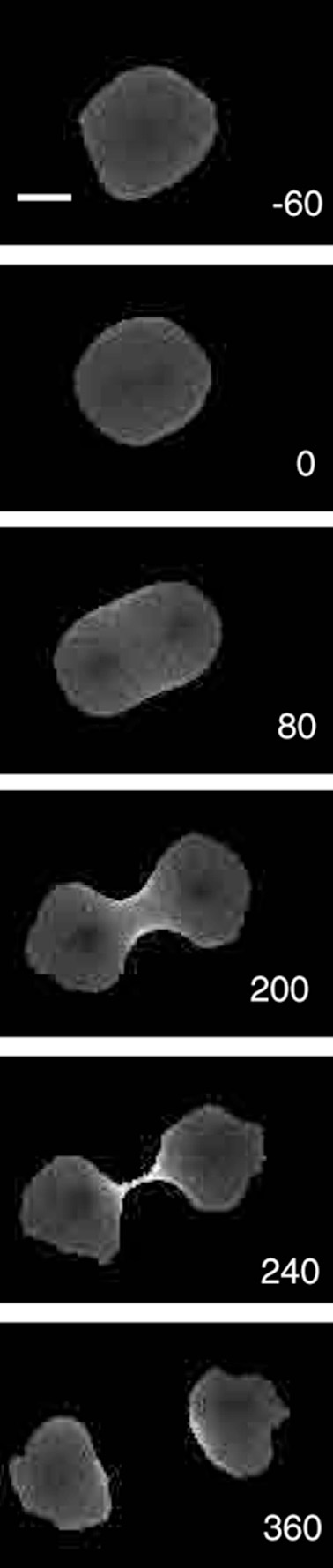
Zeitserienaufnahmen einer Zellteilung von Dictyostelium discoideum, einem Schleimpilz. Die Teilung tierischer Zellen läuft ähnlich ab.
(Zeitangabe in Sekunden relativ zum Beginn der Anaphase; Maßstab oben: 5 µm)

Die Zellteilung oder Cytokinese, auch Zytokinese (von altgr. κύτος kytos ‚Zelle‘ und κίνησις kinesis ‚Bewegung‘), ist der biologische Vorgang der Teilung einer Zelle. Das Plasma und andere Bestandteile der Mutterzelle werden auf die Tochterzellen aufgeteilt, indem zwischen ihnen Zellmembranen eingezogen oder ausgebildet werden. Dabei entstehen meistens zwei, manchmal auch mehr Tochterzellen.
Bei eukaryotischen Zellen geht einer Zellteilung in den meisten Fällen eine Kernteilung (Mitose) voraus. Doch können Zellteilungen und Kernteilungen auch unabhängig voneinander stattfinden, zum Beispiel bei der Endoreplikation, wo sich nach einer Kernteilung die Zelle nicht teilt. Die Kernteilung oder Karyokinese wird daher von der Zellteilung oder Zytokinese unterschieden.
Da in vielen Eukaryoten die Tochterzellen Kopien aller wesentlichen Zellbestandteile erhalten müssen, ist die Zellteilung stark reguliert. Im Speziellen muss sichergestellt sein, dass das Genom vollständig repliziert wurde. Bei Organismen mit Zellkernen, den Eukaryoten, ist die Zellteilung in der Regel mit einer direkt zuvor stattfindenden Kernteilung (Mitose oder Meiose) zeitlich und regulatorisch gekoppelt. Die Zellteilung kann dabei schon eingeleitet werden, während die Kernteilung durchgeführt wird. Kernteilung und Zellteilung werden zum Zellzyklus zusammengefasst.
Zellen, die sich im Zellzyklus befinden, bei denen sich also Zellwachstum und Zellteilung fortwährend abwechseln, werden als proliferierend bezeichnet. Die Anzahl der Zellteilungen pro Zeitspanne ist die Teilungsrate. Sie ist für den jeweiligen Zelltyp spezifisch. Bei einzelligen Lebewesen entspricht die Zeitdauer zwischen zwei Teilungen der Generationszeit.
Zellen von Eukaryoten, die sich nach Differenzierung nicht mehr teilen, werden als postmitotisch bezeichnet, so etwa Neuronen.
Beispiele für eine Zellteilung, die nicht Teil des normalen Zellzyklus ist, sind Knospung und Schizogonie.

## Prokaryoten
Da die Prokaryoten, zu denen die Bakterien und Archaea zählen, keinen Zellkern besitzen, findet hier keine Mitose statt. Hier heften sich die Bakterienchromosomen nach der Replikation an die Zellmembran, und über eine Einschnürung dieser Membran folgt eine Teilung, durch die zwei Tochterzellen entstehen. Wenn diese in Größe und Gestalt einander gleich sind, spricht man auch von der binären Spaltung. Diese Art der Spaltung ist sehr häufig bei den Prokaryonten anzutreffen. Bei manchen Arten erfolgt die Zellteilung jedoch durch Knospung (auch: Sprossung) so, dass eine kleine Tochterzelle, die Knospe, entsteht und eine größere, die den Hauptteil der ursprünglichen Zelle erhält. Hierzu zählen z. B. Hyphomicrobium, Pedomicrobium und Aminobacter.

## Eukaryoten
Bei den Eukaryoten beginnt die Zellteilung gewöhnlich während der späten Phasen der Kernteilung, also der Anaphase oder der Telophase (siehe Abbildungen). Sie muss aber nicht im direkten Anschluss an eine Mitose oder Meiose erfolgen. Auch eine erneute Replikation des Erbguts, also der DNA, kann in bestimmten Fällen ohne zwischengeschaltete Zellteilung stattfinden, etwa bei Polytänchromosomen.

### Tiere

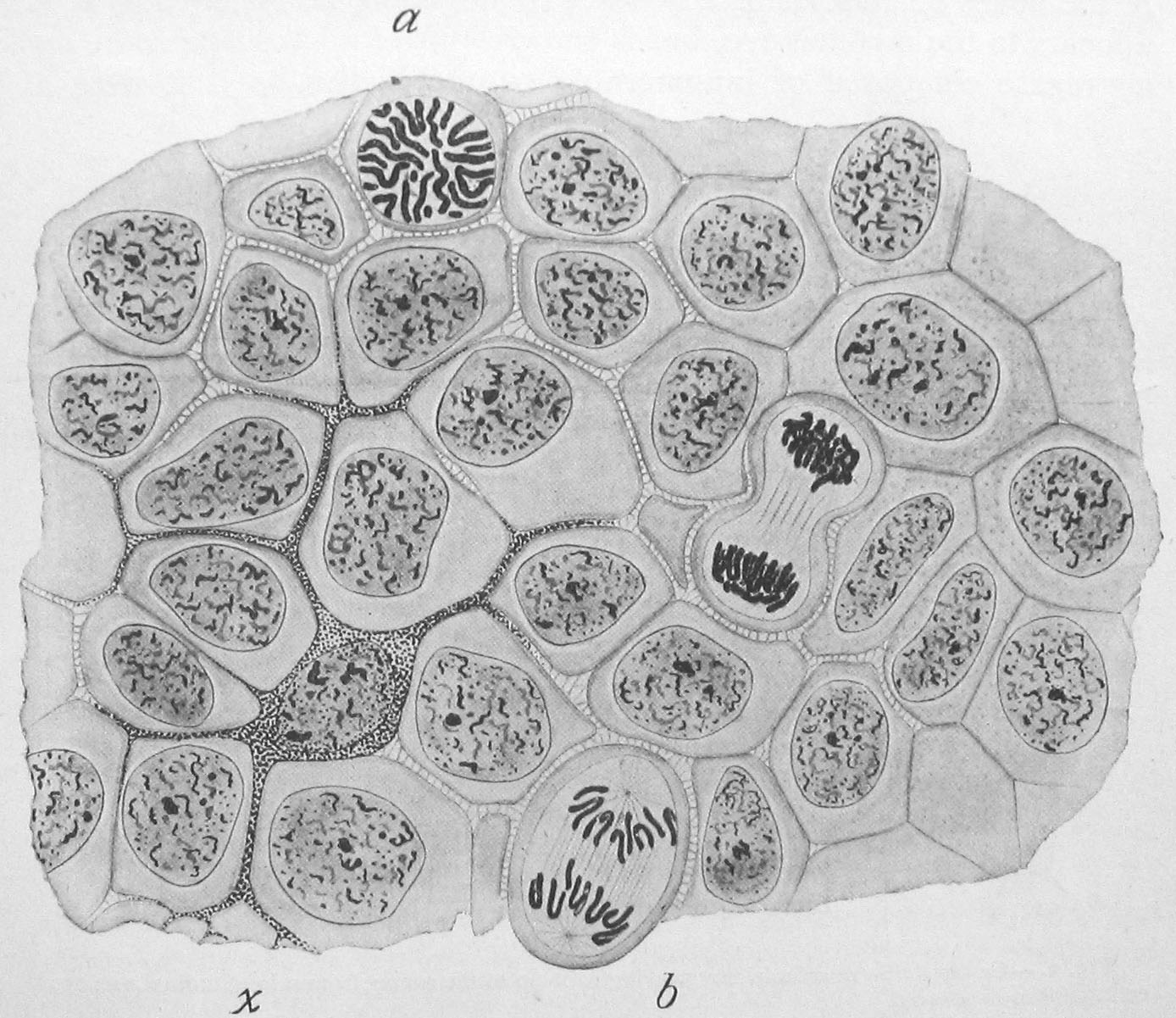
Tierisches Gewebe mit proliferierenden Zellen.
Bildmitte rechts: Zelle mit einsetzender Zellteilung gegen Ende einer vorausgegangenen Kernteilung – die Chromosomen sind in der Telophase der Mitose noch kondensiert sichtbar. Beginnende Zytokinese mit Einschnüren des Plasmas durch den kontraktilen Ring.

Bei tierischen Zellen kommt es bei der Teilung in zwei Tochterzellen zur Bildung eines kontraktilen Ringes in der Höhe der Metaphaseplatte: die Zellmembran wird zwischen den Tochterkernen nach innen gezogen. Der kontraktile Ring besteht aus Aktin- und Myosinfilamenten. Die Kontraktion verläuft ähnlich wie Muskelkontraktionen über den sogenannten molekularen Ruderschlag, bei dem sich die Filamente gegeneinander verschieben.
Bei der Fruchtfliege Drosophila melanogaster finden sich Ausnahmen von der Regel, dass auf eine Verdopplung des Genoms eine Zellteilung folgt. Am Beginn der Embryonalentwicklung kommt es zunächst zu einer raschen Abfolge von synchronen mitotischen Kernteilungen, ohne dass sich zwischen den Kernen Zellmembranen ausbilden. Die Kerne wandern an die Oberfläche, es bildet sich ein „synzytiales Blastoderm“. Synzytium bezeichnet eine vielkernige Zelle. Nach einigen weiteren Kernteilungen werden schließlich Zellmembranen zwischen den Kernen ausgebildet und die nächste Entwicklungsphase, die Gastrulation, beginnt. In den Larven der Fliege kommt es zur Ausbildung von Polytänchromosomen, bei denen eine Vervielfachung des Genoms innerhalb eines Zellkerns stattfindet.
Nicht alle Synzytien entstehen durch Kernteilungen ohne Zellteilungen. Beispielsweise Muskelfasern entstehen durch die Fusion einkerniger Zellen unter Erhaltung aller Kerne.

### Pflanzen
Bei pflanzlichen Zellen erfolgt die Cytokinese, indem eine neue Zellwand gebildet wird. Dies geschieht durch Verschmelzung von Golgi-Vesikeln in der Teilungsebene von innen nach außen fortschreitend über eine vesikuläre Zwischenstufe, den Phragmoplasten. Parallel zur Zellwand wird dabei eine neue Zellmembran angelegt. In beiden bleiben jedoch kleine Lücken, die Plasmodesmen, erhalten, durch welche alle Zellen der Pflanze im sogenannten Symplasten miteinander verbunden bleiben und eine Stoffverteilung durch alle Zellen hindurch möglich ist.

### Pilze

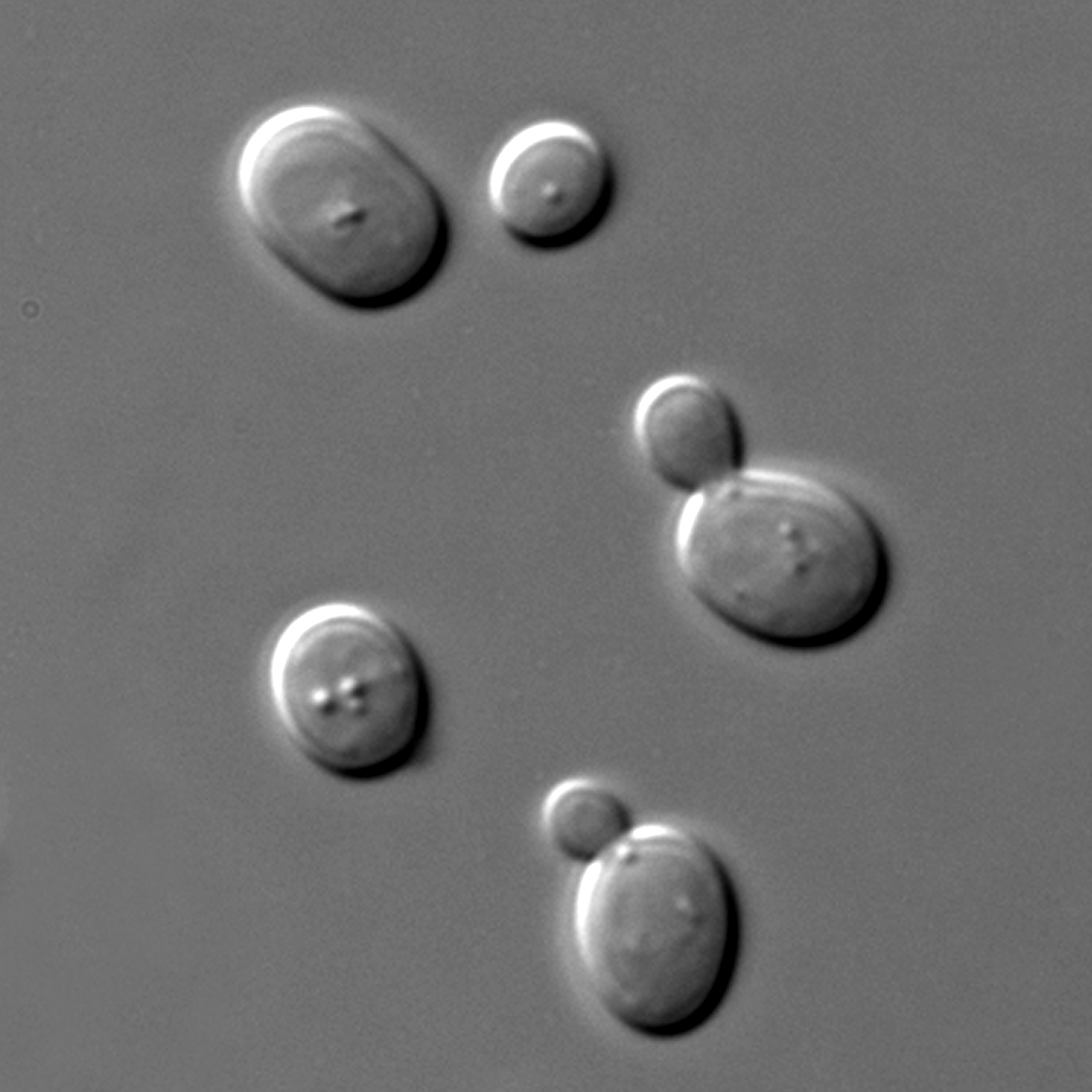
Zellen der Bäckerhefe: Rechts oben ist das Sprossen einer Tochterzelle zu sehen.

Entsprechend der großen Vielfalt der Pilze kommen hier unterschiedliche Zellteilungsmechanismen vor. Bei der Bäcker- und Bierhefe Saccharomyces cerevisiae, auch Sprosshefe genannt, entsteht eine Tochterzelle durch Sprossung aus der Mutterzelle. Bei der Spalthefe Schizosaccharomyces pombe erfolgt die Teilung dagegen durch Spaltung in zwei gleich große Zellen.

### Schleimpilze
Beim Schleimpilz Dictyostelium discoideum schnürt ein kontraktiler Ring die gleich großen Tochterzellen voneinander ab, ähnlich wie bei tierischen Zellen.

### Antiklin, periklin
Die Begriffe antiklin und periklin beschreiben in der Entwicklungsbiologie die Orientierung einer Zellteilung zur nächsten Oberfläche des Organs, in dem diese Zellteilung stattfindet. Zellteilungen, die senkrecht zur nächsten Oberfläche erfolgen, nennt man antiklin. Findet die Zellteilung parallel zur Oberfläche statt, so bezeichnet man diese als periklin.

## Geschichte
Zu Beginn des 19. Jahrhunderts zirkulieren diverse Hypothesen zur Zellvermehrung, welche in pflanzlichen und tierischen Organismen durch den Fortschritt der Mikroskopie beobachtbar wurde. Während die Vermehrung der Zellen auf der inneren Seite der alten Zellen, die Anlagerung von Bläschen an bestehende Zellen oder die Auskristallisation im interzellulären Raum als Mechanismen der Zellvermehrung postuliert werden, hat die Zellteilung selbst über Jahrzehnte für ihre Akzeptanz zu kämpfen.
Als Erstentdecker der Zellteilung muss der belgische Botaniker Barthélemy Charles Joseph Dumortier gelten. Er hat im Jahr 1832 an einfachen Wasserpflanzen (franz. 'conferve') die Zellteilung beschrieben.
In seinem Werk beschreibt er die Zellteilung folgendermaßen:

„Le développement des conferves est aussi simple que leur structure; il s’opère par l’addition de nouvelles cellules aux anciennes, et cette addition se fait toujours par l’extrémité. La cellule terminale s’allonge plus que celles inférieures; alors il s’opère dans le fluide intérieur une production médiane, qui tend à diviser la cellule en deux parties dont l’inférieure reste stationnaire, tandis que la terminale s’allonge de nouveau, produit encore une nouvelle cloison intérieure, et ainsi de même. La production de la cloison médiane est-elle originairement double ou simple? Voilà ce qu’il est impossible de déterminer; mais toujours est-il vrai de dire que plus tard elle paraît double dans les conjuguées, et que quand deux cellules se séparent naturellement, chacune d’elles est close aux deux extrémités.“

„Die Entwicklung der Conferven ist so einfach wie ihr Aufbau; sie erfolgt durch die Anlagerung neuer Zellen an die alten, und diese Anlagerung erfolgt immer vom Ende her. Die Endzelle verlängert sich mehr als die tieferliegenden Zellen; dann findet in der inneren Flüssigkeit die Produktion einer Seitenhalbierenden statt, die dazu neigt, die Zelle in zwei Teile zu teilen, von denen der tieferliegende stationär bleibt, während der Endteil sich wieder verlängert, wieder eine neue innere Trennwand bildet und so weiter. Ist die Produktion der mittleren Trennwand ursprünglich doppelt oder einfach? Es ist unmöglich, dies zu bestimmen, aber es ist immer wahr, dass sie später im vereinten Zustand doppelt erscheint und dass, wenn sich zwei Zellen auf natürliche Weise trennen, jede von ihnen an beiden Enden geschlossen ist.“

Deutlich detaillierter beschreibt 1835 der deutsche Botaniker und Arzt Hugo von Mohl die pflanzlichen Zellteilung in seiner Dissertation zur Erlangung der Doktorwürde in 'Medicin und Chirurgie' an Süß- und Meerwasser-Algen. Darin schreibt er auch:
"Zu den dunkelsten Erscheinungen des Pflanzenlebens gehört die Art und Weise, wie sich die neu entstehenden Zellen bilden. […]und so fehlt es denn auch nicht an mannigfachen Beschreibungen und Erklärungen dieses Vorganges. […]und dass Lücken, die sich in den Beobachtungen fanden, durch allzu kecke Schlüsse und Vermutungen ausgefüllt wurden."
Der deutsche Mediziner und Botaniker Franz Julius Ferdinand Meyen bestätigt 1838 den Mechanismus der Zellteilung an Wurzelspitzen von Pflanzen.
Der deutsch-polnische Mediziner Robert Remak vermutet die tierische Zellteilung bereits im Jahr 1841 im Blut von Hühnerembryonen entdeckt zu haben, kann jedoch erst 1852 an Vogelembryonen, Froschlarven und Säugetieren die tierische Zellteilung erstmalig bestätigen.